# Robert Guibé
Robert Guibé (ur. ok. 1460 w Vitré, zm. 9 listopada 1513 w Rzymie) – francuski kardynał.

## Życiorys
Urodził się około 1460 roku w Vitré, jako syn Adaneta Guibè i Olive Laudais. W młodości został archidiakonem w Dinan. 16 maja 1483 roku został wybrany biskupem Tréguier. Uzyskał dyspensę, z powodu nieosiągnięcia wieku kanonicznego 30 lat, jednak władzę nad diecezją sprawował jako administrator apostolski. W sierpniu tego samego roku złożył przysięgę przed Franciszkiem Bretońskim i udał się do Rzymu, by złożyć w jego imieniu hołd lenny Innocentemu VIII. 24 marca 1502 roku został przeniesiony do diecezji Rennes. Wkrótce potem Ludwik XII mianował go ambasadorem Francji w Rzymie. 1 grudnia 1505 roku został kreowany kardynałem prezbiterem i otrzymał kościół tytularny Sant’Anastasia. W 1507 roku został biskupem Nantes i pełnił ten urząd przez cztery lata. W latach 1510–1513 był administratorem apostolskim Albi, a w okresie 1511–1513 – Vannes. Ponadto w 1511 był archiprezbiterem bazyliki liberiańskiej, a w latach 1512–1513 – kamerlingiem Kolegium Kardynałów. W sporze Juliusza II z królem Francji, Guibé stanął po stronie papieża, przez co Ludwik XII ściągnął należne długi z beneficjów kardynała i doprowadził do ubóstwa. Leon X mianował go legatem a latere we Francji i zlecił mu nakłonienie króla do potępienia soboru pizańskiego, jednak Guibé zmarł krótko po nominacji, 9 listopada w Rzymie.